# Starmarket
Starmarket var ett svenskt indierockband, bildat 1995 i Piteå. Bandet gav ut fem album och flera EP mellan åren 1995 och 2004, varefter det splittrades.

## Biografi
Starmarket skivdebuterade med 1995 års självbetitlade studioalbum Starmarket, utgivet på Dolores Recordings. Kort därefter utgavs singeln Amber och EP:n Your Style. Året efter utgavs ytterligare en EP, Calender, och en singel, Nailbox/Sway. 1997 utkom gruppens andra studioalbum Sunday's Worst Enemy och ytterligare en EP, Unsaid.
Efter det avslutades kontraktet med Dolores och bandet gick istället över till Ampersand. Första skivan på det nya bolaget kom att bli 1998 års singel A Million Words. Samma år utkom singeln Stayin' Cool på amerikanska Popkid Records, följt av gruppens tredje studioalbum Four Hours Light 1999.
Efter att år 2000 ha släppt splitsingeln Babies Three/Starmarket bytte bandet skivbolag ytterligare en gång, nu till Background Beat, ett dotterbolag till det mer väletablerade Startracks. Där utkom 2001 bandets fjärde studioalbum Song of Songs. Gruppen bytte därefter bolag ytterligare en gång till tyska etiketten Strange Fruit, på vilken man 2004 utgav gruppens femte och sista studioalbum Abandon Time. Från denna skiva släpptes också singeln Cologne.
Någon gång därefter har gruppen upplösts.

## Medlemmar
- Fredrik Brändström - gitarr, sång
- Jesper Kruse - gitarr
- Patrik Bergman - bas
- Pontus Levahn - trummor

Tidigare medlemmar
- Magnus Öberg - trummor (1995-99)
- Johan Sellman - gitarr (1995-97)
- Stefan Granberg - gitarr (1994-95)
- Fredrik Granberg - trummor (1994-95)

## Diskografi[2]
Album
- 1995 - Starmarket
- 1997 - Sunday's Worst Enemy
- 1999 - Four Hours Light
- 2001 - Song of Songs
- 2004 - Abandon Time

EP
- 1995 - Your Style
- 1996 - Calender
- 1997 - Unsaid

Singlar
- 1995 - Amber / Distant / Around My Toes
- 1996 - Nailbox / Sway
- 1997 - You Can't Come / My Part / Endless
- 1998 - A Million Words / Riot Nrrrd / Last Call for Fun
- 1998 - Stayin' Cool / First in First Out / Not Like You
- 2000 - Babies Three / Starmarket
- 2004 - Cologne / Ship of Sorrow / Red Door